# Шанхайска ботаническа градина
Ботаническата градина в Шанхай (на китайски: 上海植物园) е разположена в югозападното предградие на Шанхай, Китай, (на около 12 км югозападно от центъра на града), в района на Сюйхуэй.
Градината има площ от 81.86 хектара и е известна с градината на бонзаите, а също и с колекциите си от магнолии, рози и азалии, божури, иглолистни, клен, османтус и бамбук.

## История
Шанхайската ботаническа градина е основана през 1974 г. и се намира на мястото на бившия разсадник „Longhua“, създаден през 1954 г. Тя е най-голямата общинска ботаническа градина в Китай, печелила награди в Холандия и Канада с растителните си видове. Градината не е член на „Botanic Gardens Conservation International“, въпреки че е международно регистрирана.

## Характеристики
С площ от 81,86 хектара, градината разполага с разнообразна колекция от китайските фабрики, включително 3500 вида на местната регионална флора от средното и долното течение на река Яндзъ.
Градина е официално открита през 1978 г. и е 4 хектара (9,9 дка). През 1995 г. е добавен музей на бонзая. Тропикариум от 5000 м2 е открит за обществеността през 2001 година. Това е зимна градина с около 3500 вида тропически и субтропически растения.
Основана през 1988 г., градината с магнолиите обхваща 1,51 хектара и има около 40 вида, включително и магнолия denudata, Магнолия liliiflora, магнолия крупноцветковая, Магнолия м, магнолия амоена, хотел Michelia chapensis, Лириодендрон chinense и други, включително и магнолия × soulangeana. Основана през 1980 г., Градината на божурите покрива 3.24 хектара и има 120 сорта китайски божур, които са били развъдени в Китай.
Бамбуковата градина е създадена през 1978 г. и има 74 вида от бамбук на площ от 3,6 дка. На 5.33 хектара, иглолистната градина съставлява 280 вида и сорта иглолистни дървета.
В градината работят стотици градинари персонал, десет преподаватели и тридесет научни сътрудници.

## Транспорт
До ботаническата градина в Шанхай може да се стигне с метрото на Шанхай с линия 3 на метрото до жп гара Шанхай или Пътна станция Шилонг. Също така може да се стигне с влак от централната жп гара Шанхай.